# Ane Lieuwen
Ane Lieuwen (Hoorn (Terschelling), 6 november 1935 – Wierden, 30 oktober 1997) was een Nederlands politicus van de ARP en later het CDA.
Na de zeevaartschool werd hij stuurman op de grote vaart, maar na het vervullen van zijn dienstplicht ging hij in 1959 aan de wal werken bij de Provinciale Planologische Dienst van Friesland. In 1962 trad hij in dienst bij de gemeente Avereest waar hij het bracht tot hoofdcommies en chef van de afdeling gemeentelijke ontwikkeling. In april 1968 werd Lieuwen burgemeester van Genemuiden. Na het vertrek van de burgemeester Pier Anne Nawijn werd Lieuwen daarnaast waarnemend burgemeester van Blokzijl tot die gemeente op 1 januari 1973 opging in de nieuwe gemeente Brederwiede. In juli 1973 werd hij de burgemeester van Wierden en vanaf juli 1983 was hij ook nog bijna een jaar waarnemend burgemeester van Vriezenveen. Tijdens zijn burgemeesterschap van Wierden overleed hij eind 1997 op 61-jarige leeftijd.